# Gibson (cocktail)
Il Gibson è stato un cocktail ufficiale IBA fino al 2011 ed è una variante del Martini. Fa parte della categoria dei pre-dinner cocktail.

## Composizione
- 6 cl di gin
- 1 cl  di Vermouth Dry

## Preparazione
Versate il gin e il  Vermouth Dry  nel mixing glass con ghiaccio, agitate e servitelo in una coppetta da cocktail ben fredda. La sua guarnizione è una cipollina in agro dolce. La vecchia ricetta era espressa in decimi (9/10 di Gin 1/10 di vermouth dry).